# Baukostenzuschuss (Wohnraum)
Bei einem Baukostenzuschuss für Wohnraum handelt es sich um eine nicht rückzahlbare Zuwendung, bzw. Leistung des Mieters zur Deckung der Gesamtbaukosten im Gegenzug für ein Mietrecht auf Zeit.

## Geschichte
Nach dem Ersten Weltkrieg herrschte im Deutschen Reich Wohnungsmangel. Daraufhin wurden im September 1918 Regelungen zur reichsweiten Wohnraumbewirtschaftung getroffen. Am 31. Oktober 1918 wurden von der Reichsregierung für den Wohnungsbau in den Staatshaushalt des kommenden Jahres 500 Millionen Mark für direkte Baukostenzuschüsse eingestellt. Nach der Novemberrevolution erfolgten verstärkte regulatorische Maßnahmen mit dem Ziel der Beseitigung der Wohnungsnot und der Begrenzung der Wohnkosten, unter anderem 1919 mit einer Miethöchstpreisverordnung. Das Reichsmieten- und das Mietsteuergesetz ermöglichten jedoch nach wie vor den Vermietern, die Betriebs- und Steuerkosten der Wohnungen auf die Mieter abzuwälzen. Ab 1920 wurden zur Errichtung von Wohnraum staatliche Baukostenzuschüsse nur noch als Darlehen vergeben, da die ursprünglich direkte Subvention von 1918 finanziell nicht mehr zu realisieren war. Als 1923 die fortschreitende Inflation ihren Höhepunkt erreichte, wurde dieses wohnungspolitische Steuerungsinstrument zunehmend unbrauchbar.
Auch nach dem Zweiten Weltkrieg wurde Wohnraum erneut dringend benötigt, Barvermögen war jedoch knapp. Der Gesetzgeber hatte ein Interesse sicherzustellen, dass Aufwendungen, die ein Mieter auf das Mietobjekt im Vertrauen auf das Mietverhältnis auf eine Wohnung aufgrund vertraglicher Verpflichtung unternimmt, seien es Zahlungen, Eigenleistungen oder bauliche Veränderungen, nicht zu Lasten des Mieters verloren gehen. Dies wurde im Baukostenzuschüsse-Rückerstattungsgesetz geregelt. Innerhalb einer Frist von einem Jahr nach Beendigung des Mietverhältnisses verjährten Ansprüche auf Rückerstattung.
Das Instrument verlor mit dem wirtschaftlichen Aufschwung der Nachkriegszeit und der sich belebenden Wohnungswirtschaft an Bedeutung. 1959 definierte der BGH Baukostenzuschuss als „Zuwendung, die jemand an einen Bauherrn zum Zwecke der teilweisen Deckung der Baukosten bewirkt; nach dem 2. Weltkrieg verbreitetes, inzwischen aber überwundenes System, wonach Mieter solche Zuschüsse – als „verlorene Baukostenzuschüsse“ oder als Mietvorauszahlungen – leisten, um sich ein Mietrecht auf bestimmte Zeit zu sichern.“ (BGH in ZMR 1959, 259)
Noch bis in die 1970er Jahre war der Baukostenzuschuss jedoch gelegentlich ein Instrument der Geldbeschaffung für Vermieter und Wohnungsbaugesellschaften insbesondere in Ballungsräumen.

„Nirgendwo in Deutschland sind Wohnungen so knapp wie an der Elbe. Eine brauchbare Bleibe zu finden dauert hier meist Monate, oft Jahre. Nirgendwo in Deutschland sind Wohnungen so teuer. Der Mietzins, den der Hamburger im Durchschnitt zahlen muß, kappt sein Einkommen um mehr als ein Drittel. Nirgendwo sonst werden so hohe -- und praktisch „verlorene“ -- Baukostenzuschüsse gefordert. Wer drei Zimmer beziehen möchte, kommt kaum unter 8000 Mark davon. Nirgendwo schließlich residieren so viele Makler. Und der Weg zu den eigenen vier Wänden führt beinahe unausweichlich über diese Branche, die Millionen abwirft.“